# فيلاسور
فيلاسور، (بالإنجليزية: Villasor)‏، (سردينيا: Bidda de Sorris) هي بلدية في مقاطعة جنوب سردينيا، في إقليم سردينيا الإيطالي، وتقع على بعد حوالي 27 كم (17 ميل) شمال غرب كالياري. اعتبارا من 29 فبراير 2016، كان عدد سكانها 6949 وتبلغ مساحتها 86.6 كيلومتر مربع (33.4 ميل مربع).

## السكان
في سنة 1861 بلغ عدد السكان 2٬578 نسمة، وتطور العدد ليصل في سنة 2011 لـ 6٬857 نسمة.
يظهر هذا المخطط البياني تطور النمو السكاني لـ فيلاسور